# Boskapel (Gruitrode)
De Boskapel of de Kapel der Bossen is een kapel gelegen in het Gruitroderbos te Gruitrode, welke vernoemd werd naar de Onze Lieve vrouw van Rust. De kapel ligt op het grondgebied van Meeuwen-Gruitrode aan de Geuzenbaan, een historische weg die vernoemd werd naar de passage van Willem van Oranje in 1568.
De kapel werd destijds gesticht door de plaatselijke wandel- en jagersvereniging als rustplaats voor wandelaars en jagers. Later, na de aanleg van het Limburgse fietsroutenetwerk werd het ook een rustplaats voor fietsers. Deze boskapel ligt centraal in het Belgische natuurgebied Duinengordel.

## Galerij

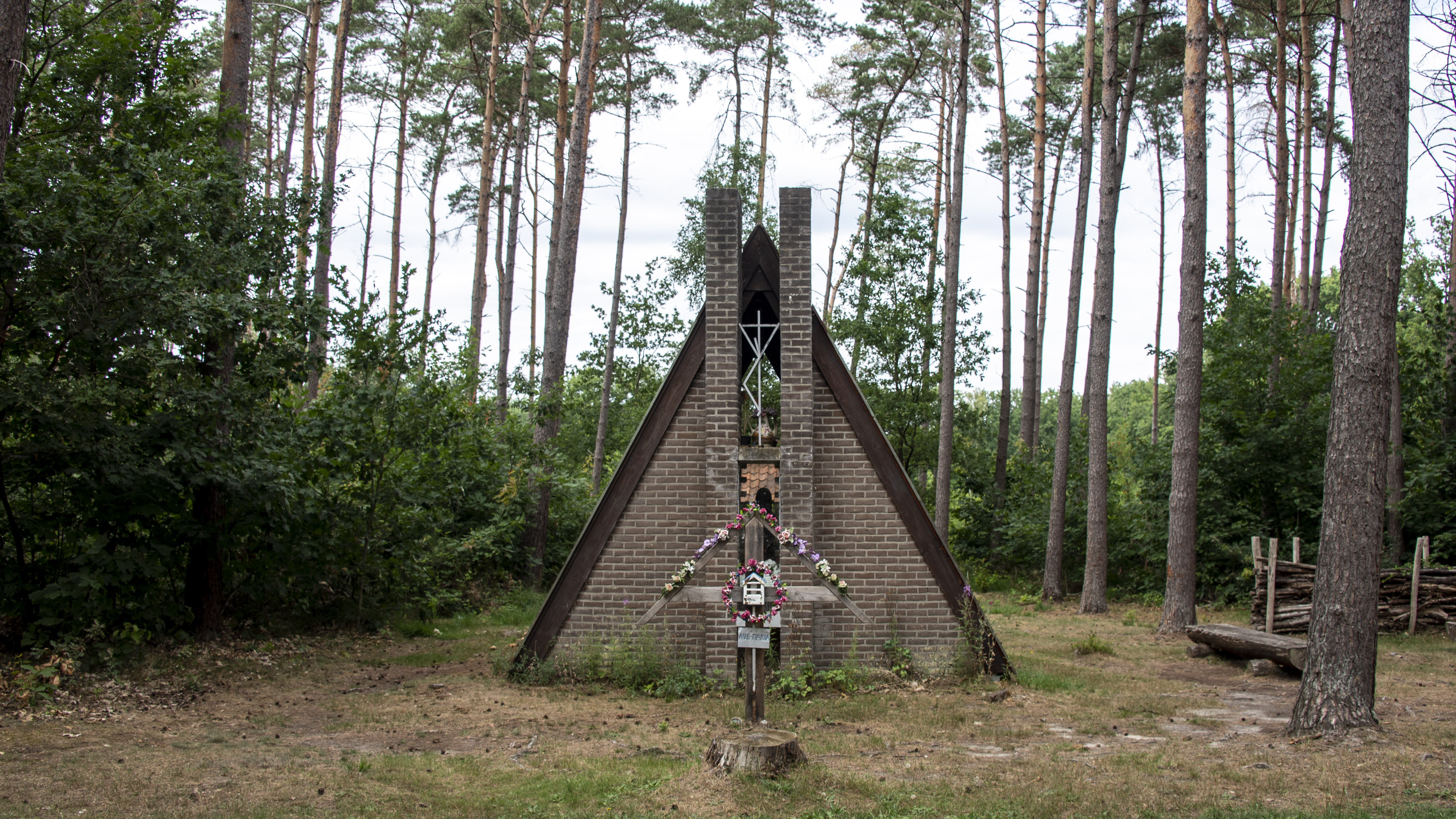
De Boskapel
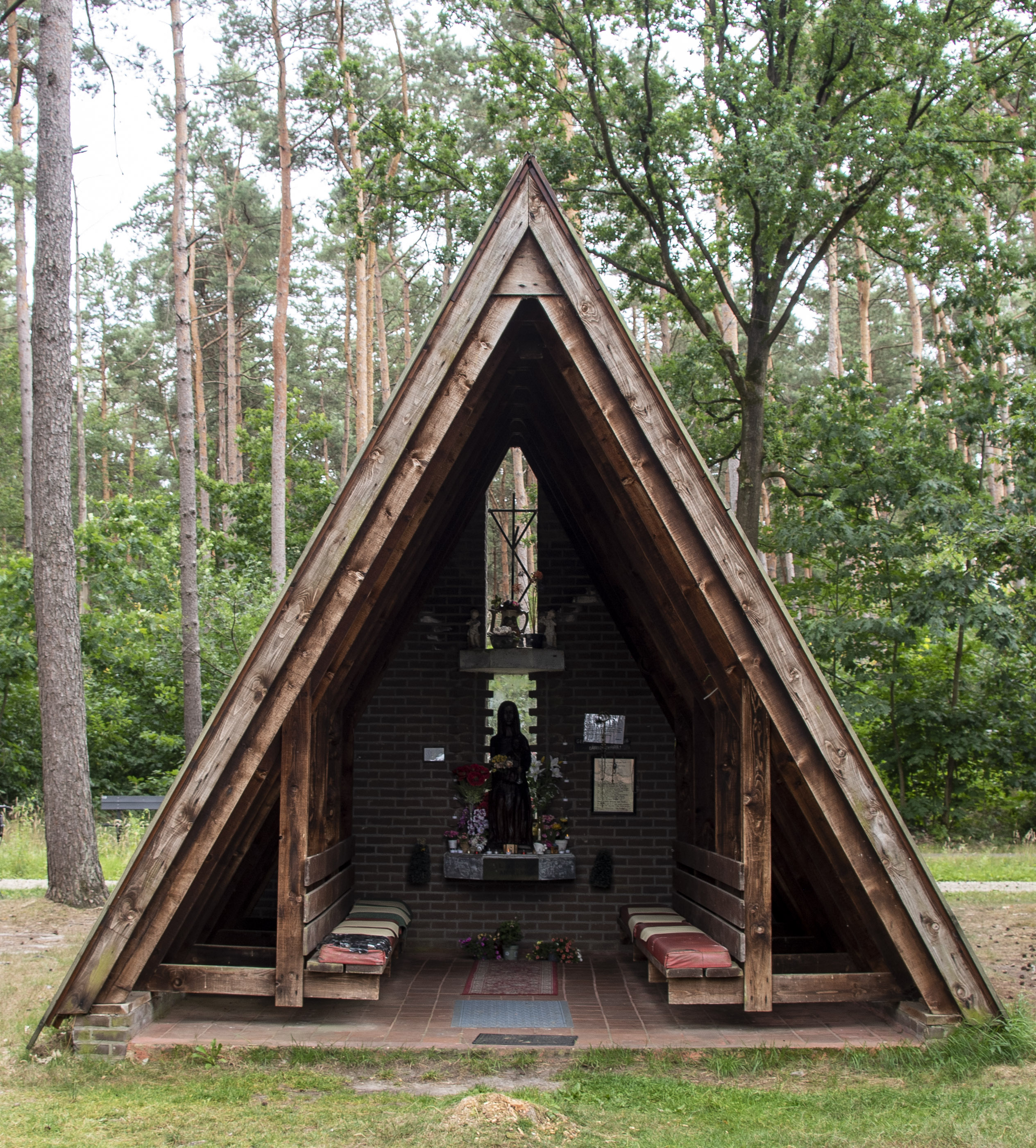
Interieur
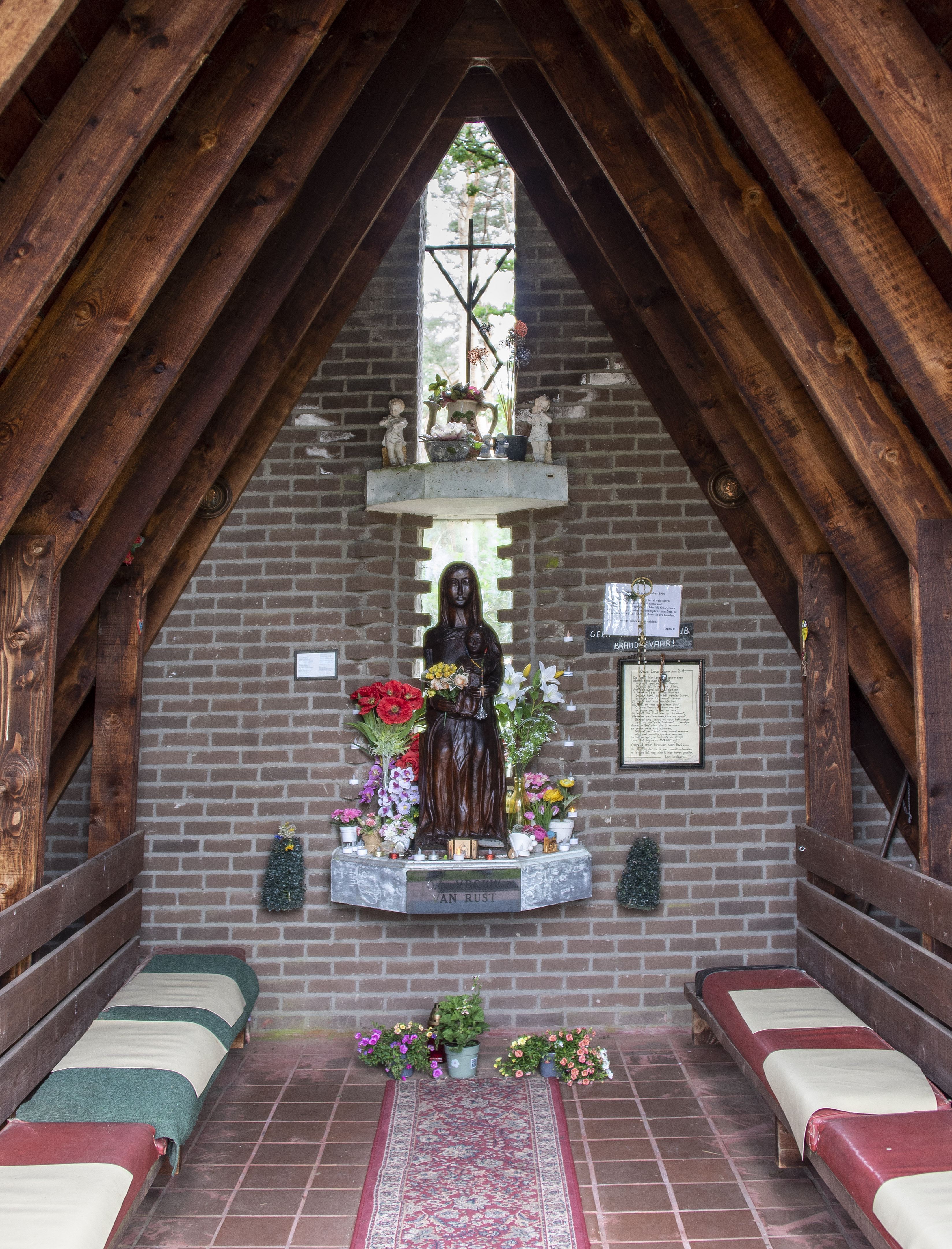
Interieur